# Kaspar von Frundsberg
Kaspar von Frundsberg (* 5. Juli 1501; † 31. August 1536) war Herr zu Mindelheim und Landsknechtsführer.

## Leben und Wirken

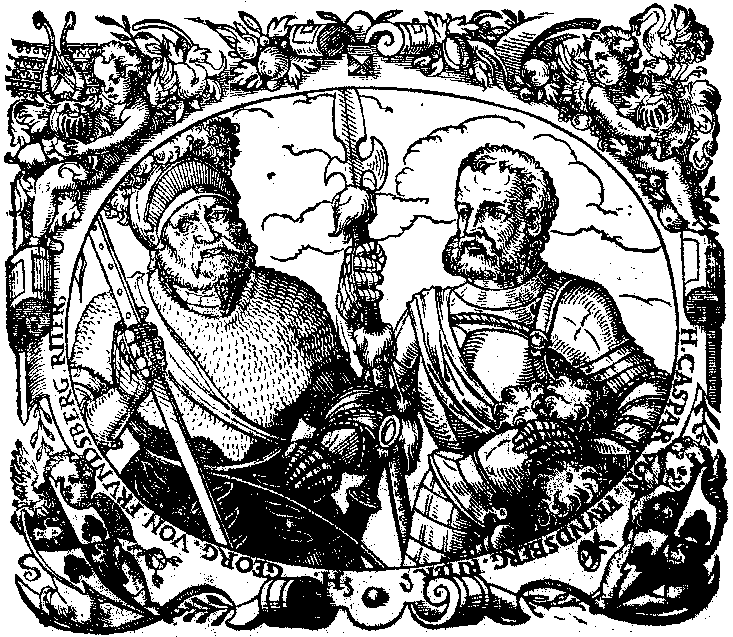
Georg und Kaspar von Frundsberg

Er war der Sohn Georgs von Frundsberg und seiner Gattin Katharina von Schrofenstein auf der Burg Mindelheim. Vermutlich war er das erstgeborene Kind. Von seiner Schwester Anna von Frundsberg ist nur das Sterbedatum (3. Januar 1554) sicher überliefert. Die Daten über seinen Bruder Melchior sind nicht gesichert.
Der Geschichtsschreiber Adam Reißner weist in seiner Historia Herrn Georgen und Herrn Caspar v. Frundsberg darauf hin, dass Kaspar am Italienfeldzug Karls V. gegen Papst Clemens VII. teilgenommen habe und bei der Plünderung Roms am 6. Mai 1527 zugegen gewesen sei. Auch bei der Verteidigung von Pavia spielte er eine wichtige Rolle.
Reißner bezeichnet Kaspar und seinen Vater Georg auch als „oberste Hauptleute der deutschen Kaiser“, womit er sowohl ihre zentrale Stellung als auch ihre uneingeschränkte Treue gegenüber dem Kaisertum und ihre antipäpstliche Haltung herausarbeiten wollte.
Mitte 1528 in seine Heimat zurückgekehrt, verwendete Kaspar die ihm aus dem Italienfeldzug überlassene Pfründe-Entschädigung, um die hoch verschuldeten Güter der Herren von Mindelheim zumindest teilweise zu sanieren. Bereits am 2. Mai 1529 heiratete er Margarete von Firmian. Dieser Ehe entstammte eine Tochter mit Namen Katharina (geboren 1530).
Frundsberg blieb dem Kaiser auch in den folgenden Jahren treu ergeben. So beriet er ihn 1532 bei der Aufstellung eines Heeres gegen die Osmanen. Als 1536 der Krieg mit dem französischen König Franz I. erneut ausbrach, sollte Frundsberg erneut Truppen nach Italien führen. Während der Kriegsvorbereitungen erkrankte er jedoch schwer. Er starb am 31. August 1536, dem einzigen verlässlichen Bericht zufolge aber nicht am Fieber, sondern an den Folgen eines Gehirnschlags. Trotz aller Bemühungen war es ihm bis dahin nicht gelungen, aus dem Schatten seines einflussreichen Vaters Georg herauszutreten. Ob sein Erbe – ebenfalls Georg mit Vornamen – tatsächlich sein leiblicher Sohn mit Margarete von Firmian war, ist nicht gesichert. In jedem Fall erlosch die Blutlinie der Herren von Frundsberg mit Georgs Tod im Jahr 1586 endgültig. Zu diesem Zeitpunkt spielte das Geschlecht derer von Frundsberg nicht einmal mehr regionalpolitisch eine maßgebliche Rolle.